# Arthur Semrau
Arthur Semrau (również Artur Semrau, ur. 14 września 1862 w Lekartach, zm. 24 lutego 1940 w Elblągu) – niemiecki historyk, archiwista, nauczyciel, badacz dziejów Torunia, ziemi chełmińskiej i Powiśla.

## Życiorys
Urodził się 14 września 1862 roku w Lekartach. Był synem niemieckiego leśnika Karla Semraua i Wilhelmina z d. Sablotny (Zabłotny), prawdopodobnie pochodzenia polskiego. Uczęszczał do szkoły podstawowej w Biskupcu, następnie edukował się w gimnazjum w Toruniu. W latach 1881–1886 studiował językoznawstwo w Greifswaldzie i we Wrocławiu. Prawdopodobnie studia ukończył egzaminem państwowym w 1887 roku.
Od 1887 roku pracował jako nauczyciel w Nowym Mieście Lubawskim. Pracował również w Brodnicy i Chełmnie. W 1892 roku (według innego źródła od 1893) rozpoczął pracę w gimnazjum w Toruniu, gdzie uczył łaciny, języka niemieckiego i historii.
W latach 1892–1939 był redaktorem czasopisma naukowego Mitteilungen des Coppernicus-Vereins, wydawanego przez niemieckie towarzystwo naukowe Coppernicus-Verein für Wissenschaft und Kunst (Coppernicus-Verein). Dzięki jego staraniom od 1906 roku czasopismo zaczęło wychodzić regularnie jako kwartalnik. Pod wpływem Semraua rozszerzono tematykę czasopisma, gdzie obok artykułów poświęconych Kopernikowi pojawiły się teksty poświęcone historii Torunia i Pomorza Gdańskiego. W latach 1893–1910 pełnił funkcję bibliotekarza zbiorów Coppernicus-Verein. Nie wchodził w skład zarządu Coppernicus-Verein, jednak pełnił on funkcję honorowego członka towarzystwa.
W 1895 roku został członkiem komisji Coppernicus-Verein dla uporządkowania zbiorów Muzeum Miejskiego w Ratuszu. W 1896 roku władze Torunia mianowały go kustoszem Muzeum. Funkcję tę pełnił do 31 marca 1912 roku. W 1899 roku objął funkcję kierownika Archiwum Miejskiego w Ratuszu Staromiejskim. W latach 1912–1921 pełnił stanowisko konserwatora zabytków. W 1907 roku wydał pierwszy przewodnik po zbiorach muzealniczych. W 1917 roku wydał przewodnik Führer durch das städtische Museum.
Po listopadzie 1918 roku przynależał do Niemieckiej Partii Demokratycznej.
W marcu 1921 roku przeprowadził się do Elbląga. Opuścił Toruń w wyniku niekorzystnego dla niego przeliczenia emerytury z czasów pruskich w niepodległej Polsce. W Elblągu kontynuował wydawanie Mitteilungen des Coppernicus-Vereins. Wydawał czasopismo pomimo narastających problemów ze wzrokiem. Po 1921 roku większość jego artykułów w czasopiśmie dotyczyła regionu Powiśla. W 1939 roku wydał on ostatni numer czasopisma.
Zmarł 24 lutego 1940 w Elblągu.
Był żonaty z Heleną z Dorrów (zm. 1926), przewodnicząca organizacji Verein Frauenwohl, zajmującej się walką o równouprawnienie kobiet we władzach miejskich w Niemczech. Ich jedyne dziecko zmarło wcześnie. Teściem Semraua był Robert Dorr, niemiecki historyk-regionalista.

## Badania naukowe
Opublikował w sumie 80 prac naukowych, w większości będących artykułami opublikowanymi w Mitteilungen des Coppernicus-Vereins. Jest on autorem pierwszej pracy naukowej poświęconej Nowemu Miastu Lubawskiemu, pt. Beitrage zu der Geschichte der Stadt Neumark.
Jako kustosz Muzeum Miejskiego w Ratuszu prowadził badania historii budynku. Udało mu się odnaleźć dokument o budowie bud z 1343 roku i spisy czynszów z XIV wieku. Prześledził powstawanie wszystkich elementów zabudowy śródrynkowej, kontynuując poprzednie badania Bernharda Schmida. Podczas podjęcia próby schematycznej rekonstrukcji planu najstarszej zabudowy założył, że Ratusz przybrał plan prostokąta przed 1393 rokiem.
Napisał rozprawy o nagrobkach w kościele Wniebowzięcia Najświętszej Marii Panny w Toruniu i kościele Świętych Apostołów Piotra i Pawła w Podgórzu, badał archiwalia katedry św. Jana Chrzciciela i św. Jana Ewangelisty w Toruniu. Jest również autorem studiów i rozpraw dotyczących osadnictwa regionu Powiśla w średniowieczu, średniowiecznego Chełmna i Elbląga oraz funkcjonowania prawa chełmińskiego w miastach pruskich.
W swoich pracach starał się być neutralnym badaczem, nieulegającym wpływom polityki germanizacyjnej. Znał biegle język polski. Jako nauczyciel wykazywał życzliwą postawę wobec polskich uczniów. Niechętnie odnosił się do niemieckich ugrupowań politycznych, co było przyczyną sporów z władzami zwierzchnimi w Prusach Zachodnich. Jako redaktor naczelny Mitteilungen des Coppernicus-Vereins dbał o zachowanie naukowego charakteru czasopisma, wbrew naciskom zarządu Coppernicus-Verein (szczególnie w latach 1914–1920). W czasopiśmie zamieszczał swoje artykuły dotyczące roli Polaków w dziejach ziemi chełmińskiej. Recenzował prace edycji źródłowych wydawanych przez Towarzystwo Naukowe w Toruniu. Po 1921 roku życzliwością odnosił się do prac polskich konserwatorów sztuki, kontynuując jego prace w Muzeum Miejskim w Ratuszu.